# Караван (Лебединский район)
Караван (укр. Караван) — село,
Гарбузовский сельский совет,
Лебединский район,
Сумская область,
Украина.
Код КОАТУУ — 5922982702. Население по переписи 2001 года составляло 48 человек .

## Географическое положение
Село Караван находится на левом берегу реки Ревки,
выше по течению на расстоянии в 1,5 км расположено село Сытники,
ниже по течению на расстоянии в 2,5 км расположено село Ревки,
на противоположном берегу — село Щетины.
Вокруг села проведены ирригационные каналы.